# Poliopastea eacus
Poliopastea eacus là một loài bướm đêm thuộc phân họ Arctiinae, họ Erebidae.